# Spondylo-karpo-tarsale Synostose
Die Spondylo-karpo-tarsale Synostose oder Kongenitaler Synspondylismus ist eine sehr seltene  angeborene Fehlbildung mit  Verschmelzungen von Wirbelkörpern und von Mittelhand- und Mittelfußknochen.

## Verbreitung
Die Häufigkeit wird mit unter 1 zu 1.000.000 angegeben, bislang wurde über weniger als 40 Betroffen berichtet. Die Vererbung erfolgt teilweise autosomal-rezessiv. Es sind auch Familien mit autosomal-dominantem Erbgang beschrieben.

## Ursache
Der Erkrankung liegen bei der rezessiven Vererbung Mutationen im FLNB -Gen im Chromosom 3 am Genortp14.3 zugrunde, das für Filamin B kodiert.
Ferner können auch Mutationen im MYH3-Gen im Chromosom 17 an p13.1 ursächlich zugrunde liegen.

## Klinik und Diagnostik
Diagnostische Kriterien sind:
- Kleinwuchs aus dem Rumpf
- Karpale Koalition
- Tarsale Koalition
- Ausgebliebene Segmentation der Wirbelkörper typischerweise ohne Rippenfehlbildungen

## Differentialdiagnose
Abzugrenzen sind andere Formen der spondylokostalen Dysostose, bei denen auch regelmäßig Rippenveränderungen auftreten, das Klippel-Feil-Syndrom, die autosomal-dominante Form der Spondylokostale Dysostose und das Syndrom der multiplen Synostosen.

## Geschichte
Die Erstbeschreibung stammt aus dem Jahre 1992 durch den australischen Humangenetiker C. R. Wiles und Mitarbeiter unter der Bezeichnung „Congenital synspondylism“.